# VéloSoleX
Pour la marque Solex, voir Solex.
Le VéloSoleX (marque déposée), plus communément appelé Solex, est un cyclomoteur dont le moteur a été créé et fabriqué par la société de mécanique française Solex. Il en a été produit plus de sept millions, sous plusieurs versions, de 1946 à 1988.
En tant que cyclomoteur, il pouvait se conduire en France sans permis dès l'âge de quatorze ans. Légère, rustique et économique, « la bicyclette qui roule toute seule » (selon un slogan des années 1950) a été très populaire chez les lycéens, les étudiants et les ouvriers. C'était en quelque sorte la 2 CV des cyclomoteurs.

## Production
L'entreprise créée en 1905 par Maurice Goudard et Marcel Mennesson, dispose alors d'une usine à Saint-Laurent-Blangy (Pas-de-Calais) spécialisée dans la carburation, la métrologie (mesure de haute précision) et la locomotion. Plus de 75 millions de carburateurs auront été produits par Solex et le VéloSoleX sera vendu dans plus de 75 pays répartis sur les cinq continents. L'usine immercurienne produit en moyenne 260 VéloSoleX par jour et, forte de ses 75 employés, est capable de faire des pointes à 800 exemplaires jour. Son emplacement a été savamment choisi, à proximité des sites de la « Française de Mécanique » de Douvrin (Pas-de-Calais) et de l’usine Renault de Douai (Nord), qu’elle fournit notamment en carburateurs.
La production du VéloSolex est aussi assurée avenue de Verdun à Courbevoie dans les Hauts-de-Seine puis dans deux autres usines situées à Asnières-sur-Seine et Mâcon, avant d'être regroupée en 1975 à Saint-Quentin dans l'Aisne après le rachat de la marque par Motobécane. La marque a également produit des bicyclettes au début des années 1970.
Une tentative de relance du VéloSolex a lieu en Hongrie de 1998 à 2002 par la société Impex.
En 2006, la marque Solex et son esthétique vintage sont repris pour un cyclomoteur électrique dessiné par Pininfarina et produit en Chine : l'e-Solex.
En 2013, la société MGF qui appartient à l'homme d'affaires Grégory Trébaol rachète la marque Solex et tous les modèles commercialisés. Il s'agit d'une entreprise spécialisée dans les vélos à assistance électriques. 
En 2022, la société MGF décide de changer de nom, elle opte pour le nom « Rebirth ». Elle souhaite mettre l'accent sur la renaissance des marques de vélos iconiques. Elle relocalise sa production dans l'usine d'assemblage de Saint-Lô, en Normandie.

## Modèle avec moteur à galet

### Succès
Le VéloSoleX n'est pas le premier engin à moteur avec transmission sur la roue avant, ni le premier à disposer d'une transmission par galet, un engin avait été notamment construit chez Le Poulain et Cyclotracteur. Cependant, une grande industrialisation permettant un prix très faible, une fiabilité satisfaisante, un entretien simplifié, etc., ont permis une diffusion importante de ses modèles.

### Appellation et disposition
Le modèle emblématique de la marque, le S3800 sorti en 1966, nommé familièrement le « SoleX » et surnommé « la bicyclette qui roule toute seule », est mu par un petit moteur disposé sur la roue avant.

### Description
Le bloc-moteur complet situé au-dessus de la roue avant, fixé sur deux pattes soudées en haut de la fourche, contient le réservoir, l'ensemble du système de transmission et d'allumage, ainsi que le phare. Le tout peut être accessoirement entouré d'un pare-chocs de protection en tube coudé, tenu par un support accolé en haut de la fourche, et tenu vers l'avant par deux tringles sur le garde-boue. Le pot d'échappement descend le long du garde-boue de la roue avant. Il n'y a pas de boîte de vitesses.

### Moteur et démarrage
Le petit moteur à deux temps, à vilebrequin en porte-à-faux asymétrique, de 49 cm3 de cylindrée, pouvant être relevé  au-dessus de la roue avant à l'aide d'un levier qui s'enclenche sur une patte fixée sur le tube guidon, entraîne directement l'engin par un galet  qui appuie sur le pneu, grâce à deux ressorts. Le démarrage se fait par pédalage ou à la poussette, en actionnant simultanément la manette de décompression au guidon. Ce type de transmission peut provoquer une usure relativement rapide du pneu, ainsi qu'une transmission peu efficace lorsque le pneu est mouillé, avec un patinage voire un démarrage impossible lorsqu'il a gelé la nuit et que le galet n'a pas été nettoyé la veille de ses traces de boue.

Schéma de fonctionnement.
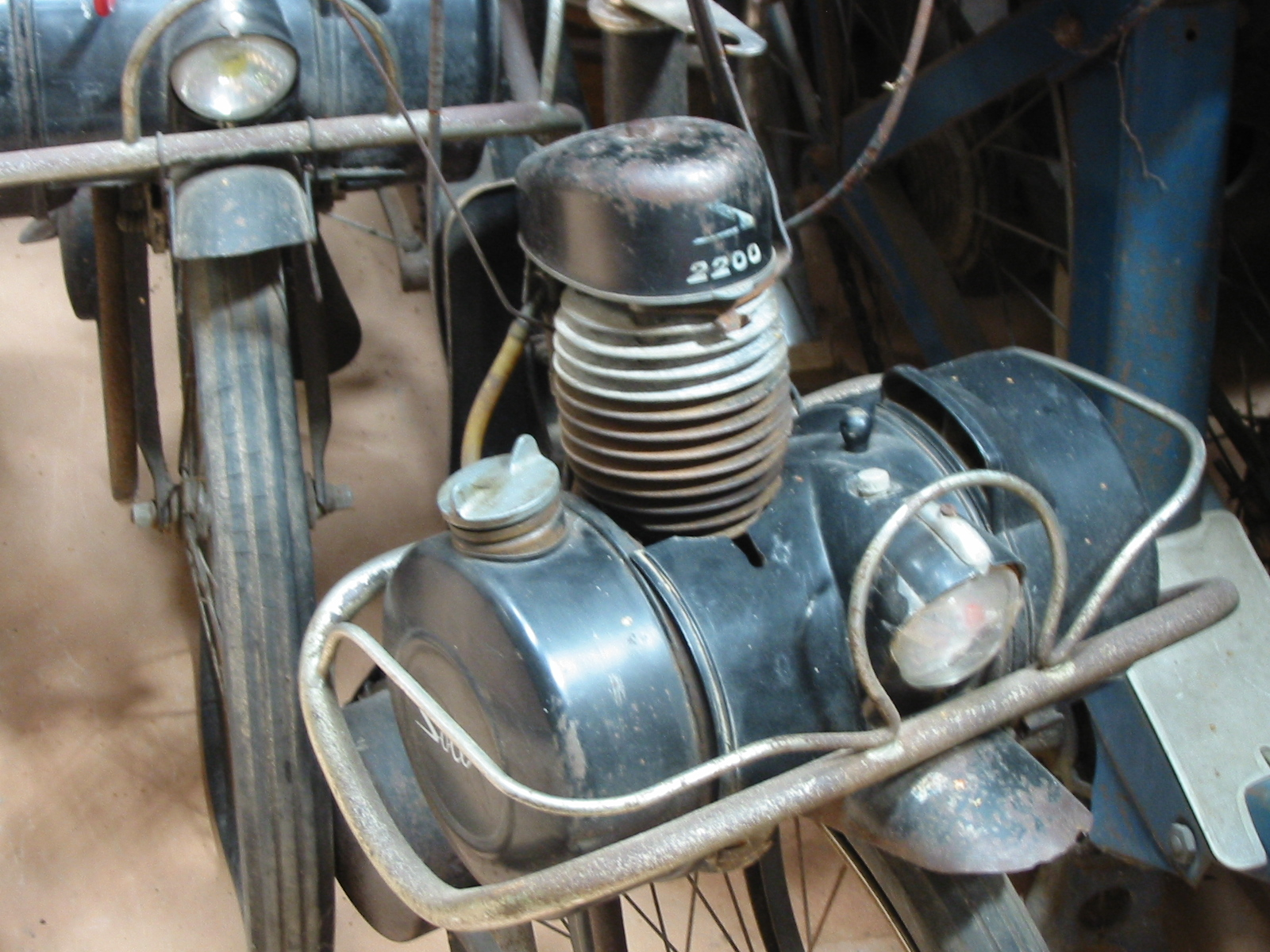
Vue générale d'un moteur de 2200 avec le phare rond. Le pare-chocs amovible protège le volant magnétique et le réservoir en métal des chutes
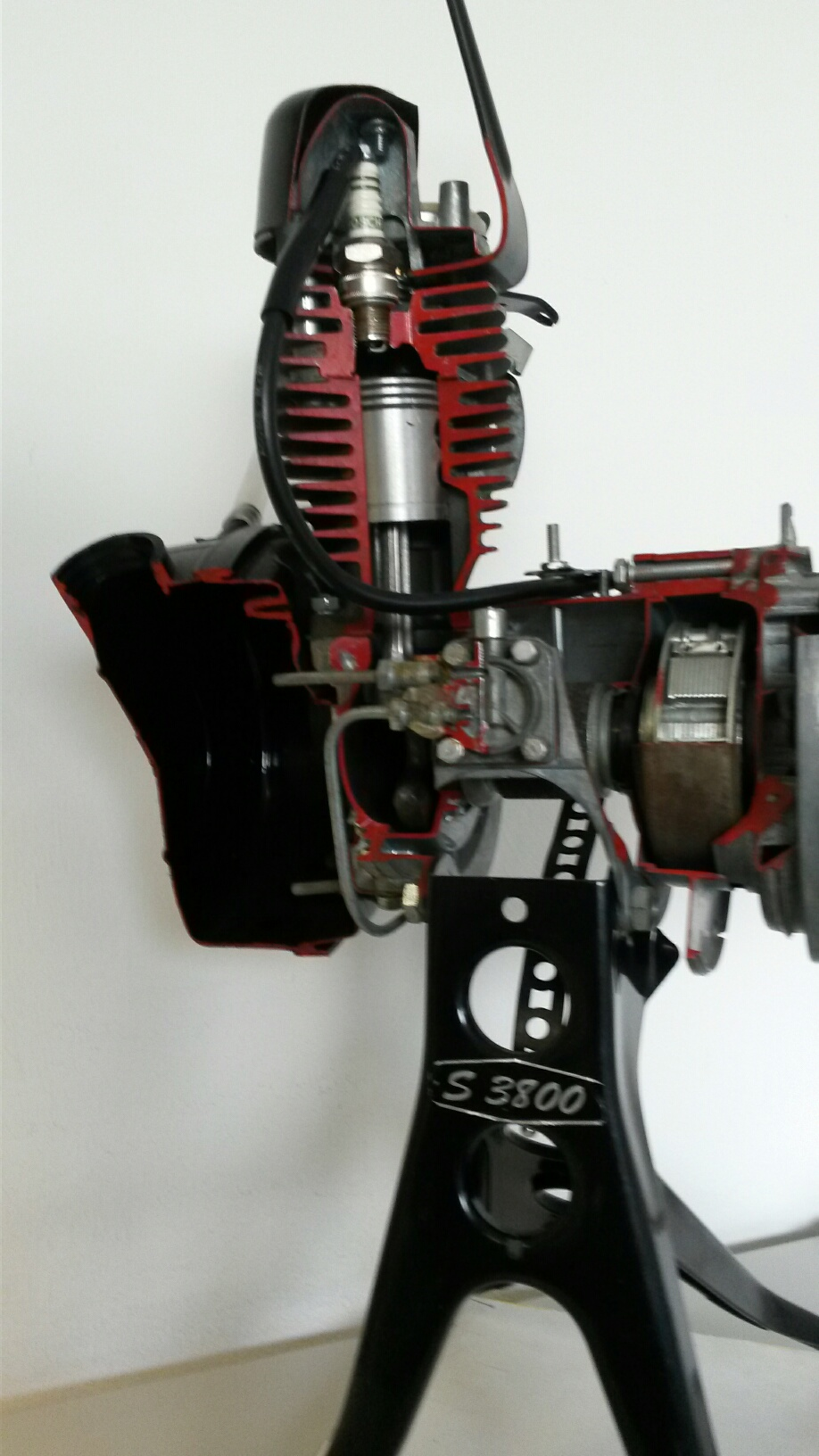
Découpe pédagogique d'un moteur et de sa transmission.

### Décompression
L'arrêt du moteur se fait en tirant une manette située au guidon près de la poignée droite pour décompresser le moteur. Il n'y a pas d'interrupteur électrique tel qu'une clé de contact. Il n'y a pas non plus de poignée rotative d'accélération, mais une manette de décélération à main droite, couplée à une deuxième manette de blocage et de décompression, reliée au carburateur par une simple tige d'acier.

### Freins
Le freinage est assuré par un freins à patins directement sur la jante de la roue avant, un petit frein à tambour à l'arrière apparaît à partir de 1964 sur le modèle 3300. La nouveauté sur ce modèle est que la poignée de frein avant est couplée à la commande de décélération du carburateur, en cas de freinage et de débrayage du moteur avec maintien du ralenti. Le réglage du frein avant se fait aisément, sans outil, par l'enroulement du câble autour de l'axe de la clé à crans.

### Débrayage
La transmission peut être complètement débrayée à l'aide d'un levier monté sur la culasse du moteur, surmonté d'une boule de préhension, le moteur étant basculé sur arrière et maintenu par une patte de blocage à cran sur un plat engagé dans le tube du guidon, de manière à libérer totalement le galet de la roue, ce qui permet l'utilisation en mode bicyclette. Le cadre est dépourvu de suspension. Une petite boîte à outils métallique garnie pour réparer une crevaison, est logée à l'extrémité arrière sous le porte-bagages.

## Chronologie des modèles

### Prototypes
Dès les années 1920, la société Goudard et Mennesson propose des évolutions aux vélomoteurs. Elle dépose ainsi, par exemple, un brevet le 31 décembre 1918 qui « a pour but, principalement, d'établir les cadres des motocyclettes d'une façon plus pratique que jusqu'ici. »
Le premier « prototype du VéloSolex roule dès décembre 1940 »,.
Le 1er août 1942, la Société d'appareils de contrôle et d'équipement des moteurs, filiale du groupe Solex, dépose un brevet apportant des perfectionnements « aux dispositifs de commande des moteurs d'entrainement, avec décompresseur, pour véhicules légers tels que bicyclettes, vélo-moteurs, motocyclettes ».

### VéloSolex
Le premier VéloSoleX est commercialisé en 1946. Depuis lors, sept millions d'exemplaires ont été vendus en France et à l'étranger, en particulier aux Pays-Bas, dont les routes ont un profil qui se distingue par un relief peu accidenté. À noter que les parties peintes et pièces en plastique des moteurs des VéloSoleX néerlandais étaient de couleur brune et non noire. Des importateurs et des constructeurs sous licence VéloSoleX ont été présents dans 57 pays.
Les Solex construits de 1946 à 1958, ancienne génération, sans embrayage automatique, avaient le silencieux d'échappement (petite boite circulaire à couvercle démontable) vissée sur le haut droit de la fourche jusqu'en 1957.
En 1957, à l'occasion d'un changement de technologie du moteur (balayage), le pot démontable situé sous le réservoir est remplacé par un tuyau coudé vers l'avant qui descend et débouche sur un petit silencieux rond près de la bavette et vissé avec un écrou de la tringlerie-bavette. 
La jonction haute entre la sortie moteur par un petit tube et le tuyau de descente s'est toujours faite avec un raccord emboité, permettant la cassure du tube avec le moteur relevé.
Les modèles furent les suivants :
- le modèle dit « 45 cc », dont il existe de nombreuses évolutions, sort en 1946. Son moteur de 45 cm3 développe 0,4 ch à 2 000 tr/min ;
- le 330 sort en 1953, la cylindrée passe à 49 cm3 et la puissance à 0,5 ch ;
- le 660 sort en 1955 ;
- le 1010 sort en 1957 ;
- le 1400 sort en 1958 ;
- le 1700 sort en 1959, avec un embrayage centrifuge automatique et refroidissement latéral par la turbine du volant magnétique lors d'arrêt. Les derniers exemplaires sont équipés d'un capuchon de bougie incliné et antiparasité ;
- le 2200 sort en juin 1961 ; sa production débute par le numéro moteur 2202001 et sa puissance atteint 0,7 ch ; il possède un nouveau moteur plus puissant avec cette fois un allumage antiparasité par une solution innovante qui utilise le silencieux d'admission comme cage de Faraday, des nouveaux leviers de relevage et manette de décompression. Ce modèle voit apparaître la commande synchronisée en octobre 1962 :

freiner coupe désormais automatiquement les gaz ;
- le S3300 sort en 1964, apparition d'un frein à tambour arrière, le cadre est désormais entièrement en tôle emboutie assemblé par boulons au lieu d'un tube rond cintré (le futur S3800 reprendra ce cadre) ;
- le F4 qui sort en 1966, est un vélo pour enfant sous la forme d'une réplique à l'échelle 2/3 du S3300 ; il a un cadre en métal avec un petit moteur factice en plastique injecté avec cliquet pour imiter le bruit du moteur ;
- le S3800, dernier modèle emblématique de la marque, sort en 1966 ; sa production débute par le numéro moteur 3800001 ; la partie-cycle est identique au 3300 mais plusieurs éléments du moteur plus puissant sont nouveaux : cylindre, carter, vilebrequin, carburateur. Plus tard, le réservoir est en plastique. D'autres éléments évoluent, comme la bavette, les tringles de garde-boue, le porte-bagage, le pédalier sans roulement d'axe, le cylindre, la sonnette ;
  - la couleur fait son apparition en 1968 avec le S3800 luxe et le S3800 super luxe en 1970 et s'arrête en 1971 pour reprendre en 1986 ; il existait toutefois déjà des VéloSoleX « export » couleur café, qui étaient vendus aux Pays-Bas, mais non disponibles en France. En 1968, la poignée tournante apparait sur le modèle[N 7],[7] ;
- le 5000 sort en 1971, avec des petites roues, il est disponible en quatre couleurs ; le jaune palma, le bleu atoll, l'orange et le plus rare, le blanc ;
- le Micron sort en 1968, avec des roues encore plus petites ; il possède le moteur du S3800 mais n'a pas de pédales ; il est donc assimilé à un vélomoteur nécessitant le permis A1 ;
- le Plisolex sort en 1973 ; il est rare car il n'a été fabriqué qu'à vingt mille exemplaires ;
- le 4600 sort en 1974 ; le Flash 1969 (devenu le 6000) est équipé de freins à disques ; le moteur, refroidi par ventilateur, est placé dans le pédalier avec une transmission latérale par arbre.
- le Solex Ténor, sorti en 1972 est un cyclomoteur d'architecture plus « classique », la transmission s'effectuant par chaîne. C'est le seul modèle équipé d'un moteur qui n'est pas fabriqué par la marque : les séries L et S sont équipées d'un moteur Franco Morini Gyromat puis remplacées par les séries GL et GS équipées du moteur Anker Laura. Il existe aussi un très rare modèle S4 muni d'un moteur Franco Morini à quatre vitesses.

### Solex F4
Le Solex F4 est un modèle à pédales pour enfants s'inspirant du célèbre vélomoteur. Il s'agit d'une réplique au 2/3 du Solex S3800 pour adultes. Ses dimensions sont de 112 cm pour la longueur, de 70 cm pour la hauteur et de 30 cm pour la largeur, avec des pneus de taille 400 x 35A. Le cadre est en métal ainsi que les garde-boues, le porte-bagages et les tringles. En revanche, le moteur, entièrement factice, est en plastique injecté. La selle, les leviers de frein, à chaque extrémité du guidon, et le petit marchepied sont également en plastique. Les pédales, quant à elles, sont des Lyotard blanches. Le F4 est équipé d'un pare-moteur métallique, d'une pompe Zéfal, fixée sous le côté droit du porte-bagages, pour regonfler les pneus et d'un générateur de sons qui simule le démarrage du S3800. Ce bruiteur s'actionne par à une petite tige métallique que l'on tire, poussant, grâce à un ressort, une petite poulie décentrée qui vient se positionner sur le pneu et crée ainsi un petit bruit qui résonne ensuite dans le réservoir factice vide. Par ailleurs, une batterie d'1,5 volt pour alimenter le phare est logée dans le faux cylindre. L'éclairage est enclenché par un bouton interrupteur placé à gauche sur le dessus du faux réservoir. Le F4 est une copie réduite du S3800, avec des détails assez poussés comme la petite boîte à outils fonctionnelle intégrée tout à l'arrière du porte-bagages, le fin liseré doré peint au milieu de la potence de selle et des garde-boues.
Le Solex F4 a été fabriqué et diffusé confidentiellement par la marque de 1966 à 1975, avec ou sans sacoches en plastique à poser de part et d'autre du porte-bagages. Il séduit alors une clientèle fidèle tandis que les meilleurs vendeurs de Solex en reçoivent un en guise de « cadeau ». Les affiches publicitaires de l'époque annonçaient « Un vélo de « Grands » à la taille des « Petits » - Solex F4 - 165 francs - Fabrication Velosolex ». Dans les années 1920, André Citroën avait fait la même chose avec des copies de ses voitures. Les « Citronettes » étaient propulsées par un moteur électrique.

### Black'n Roll
- Le Black'n Roll S4800 est de la marque Mopex ; il sort en 2005 avec l'homologation EU. C'est une version modernisée du S3800.

### E-Solex
- L'e-Solex.
- Le VéloSoleX électrique, vélo à assistance électrique pliant sorti en 2010.
- Le Solexity, un vélo à assistance électrique sorti fin 2011. La transmission n'est plus à chaîne mais à cardan.

### Galerie

Différents types de VéloSolex
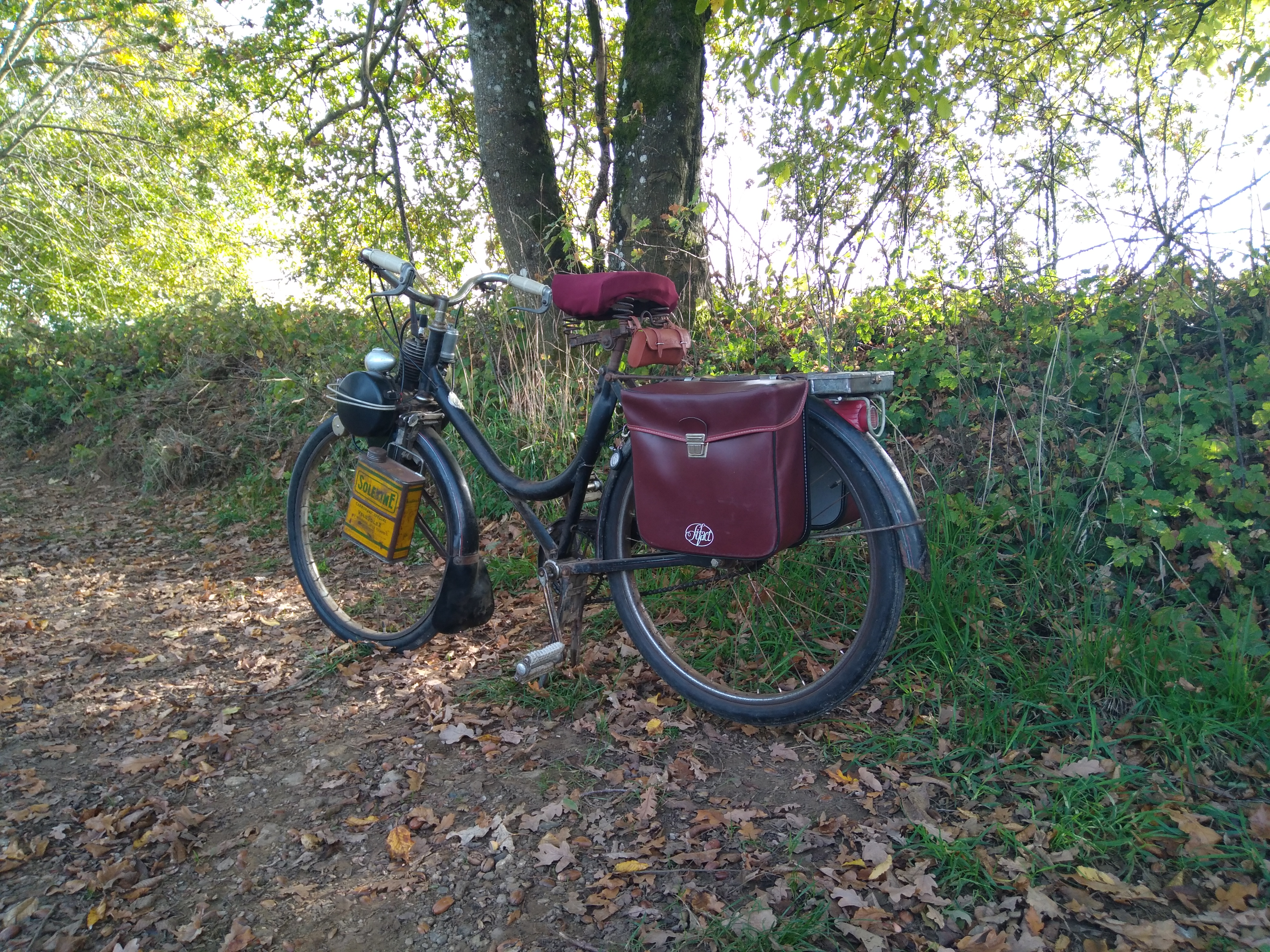
VéloSolex 45 cm3 1952 accessoirisé.
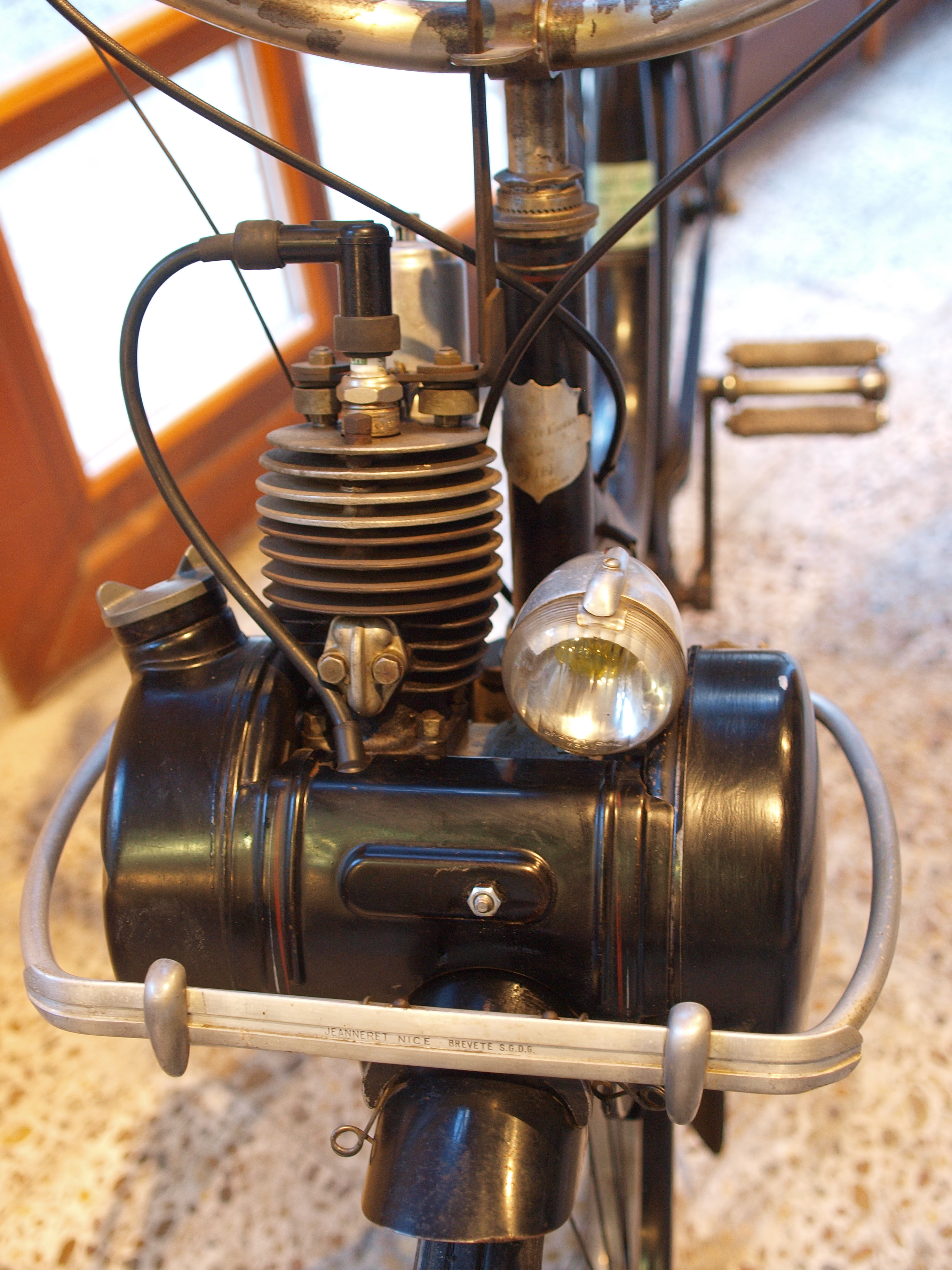
Un 45 cm3 de 1953 dépouillé, bien entretenu avec son pare-chocs.
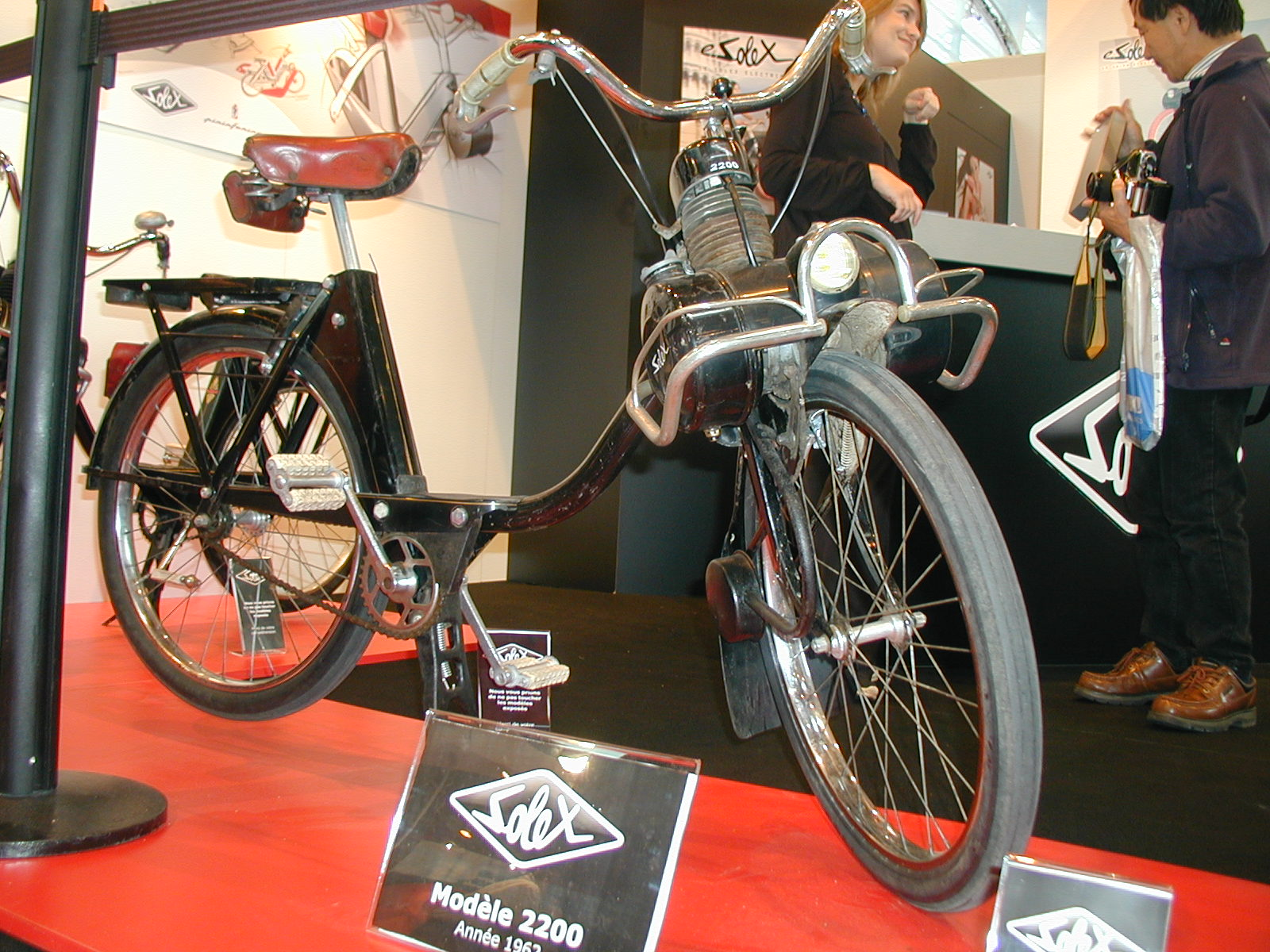
Solex 2200 de 1962, freins à patins (selle non d'origine).
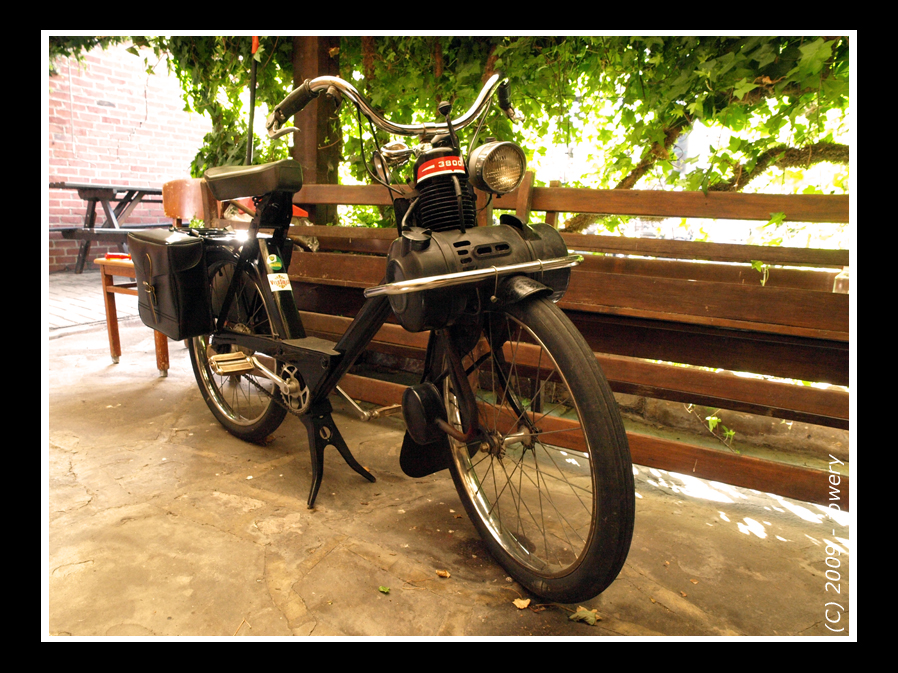
VéloSoleX (Sinfac) 3800 allemand de 1974 avec son phare décalé.
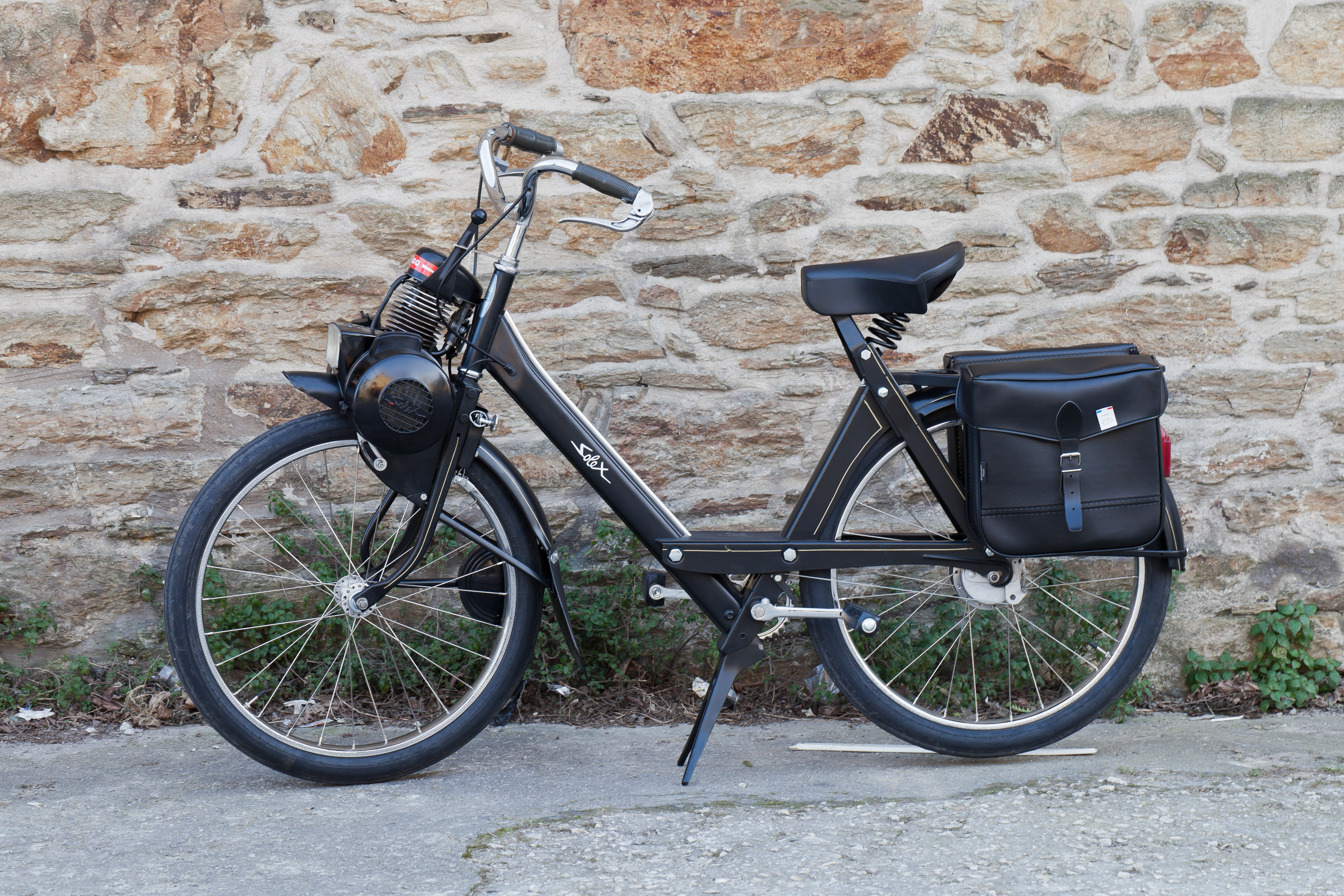
S3800 de fabrication hongroise, neuf.
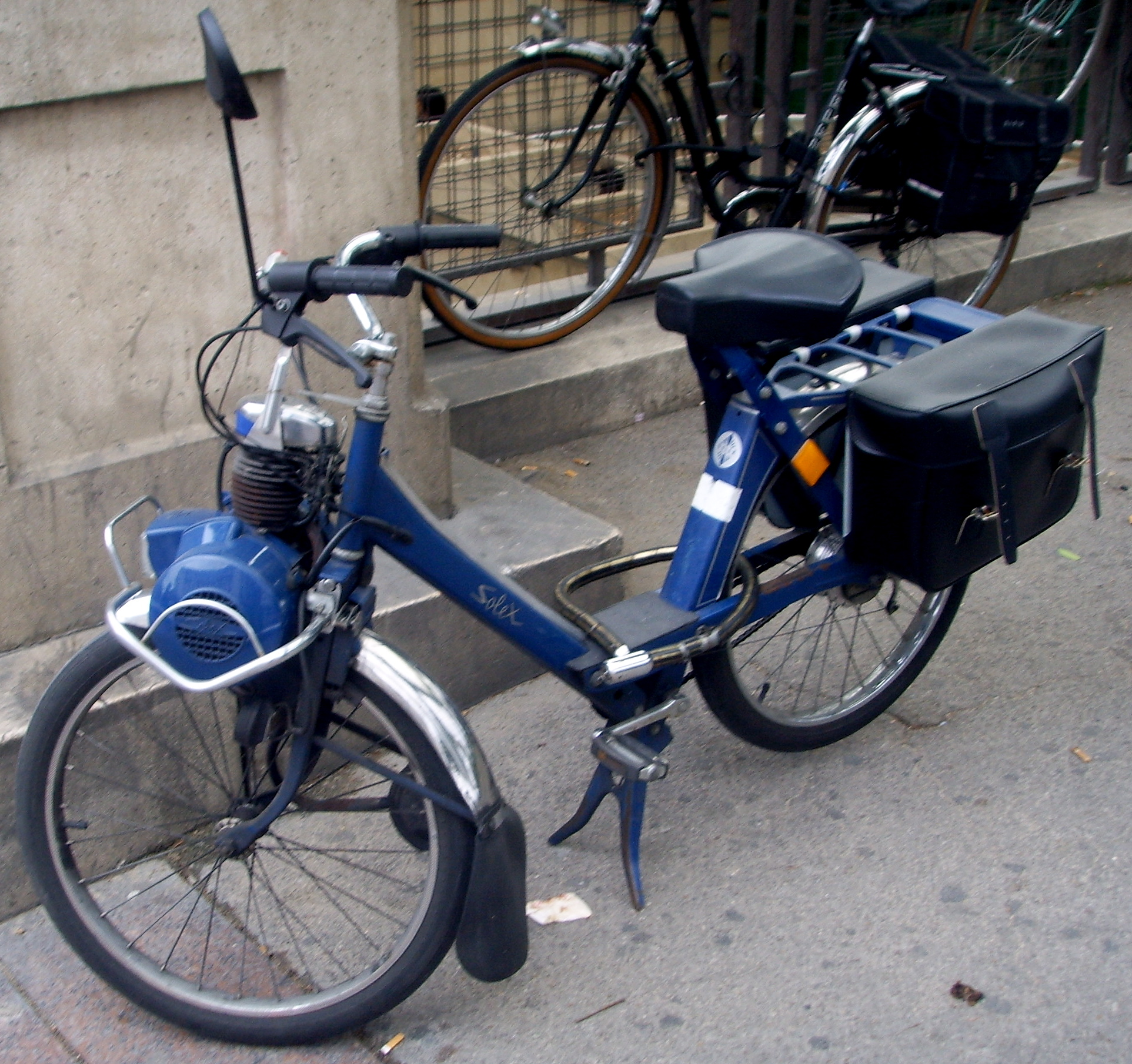
S3800 hongrois bleu, garde-boue avant en inox, produit à partir de 1990.
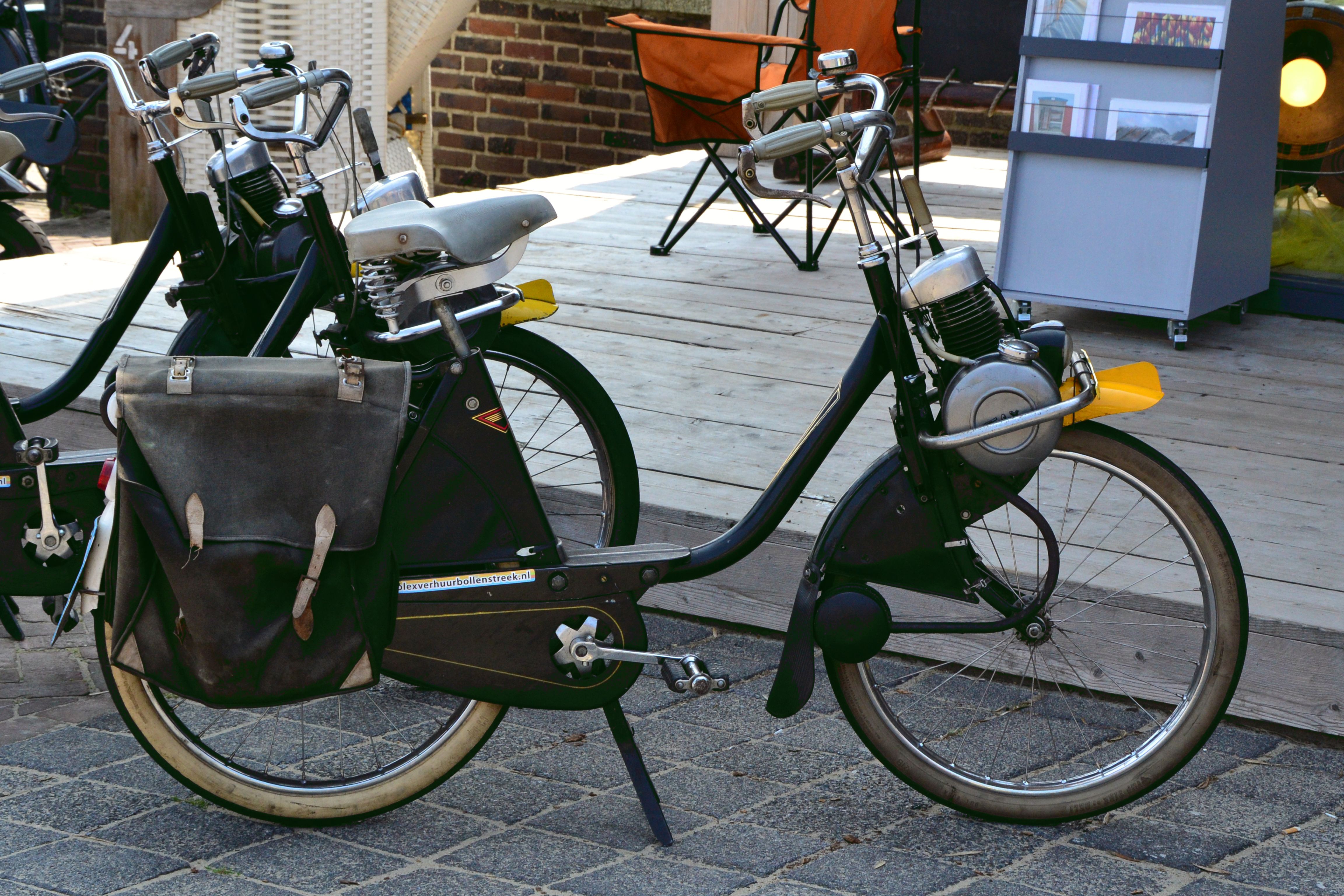
SoleX oto 2200, modèle néerlandais, avec carter de chaine.
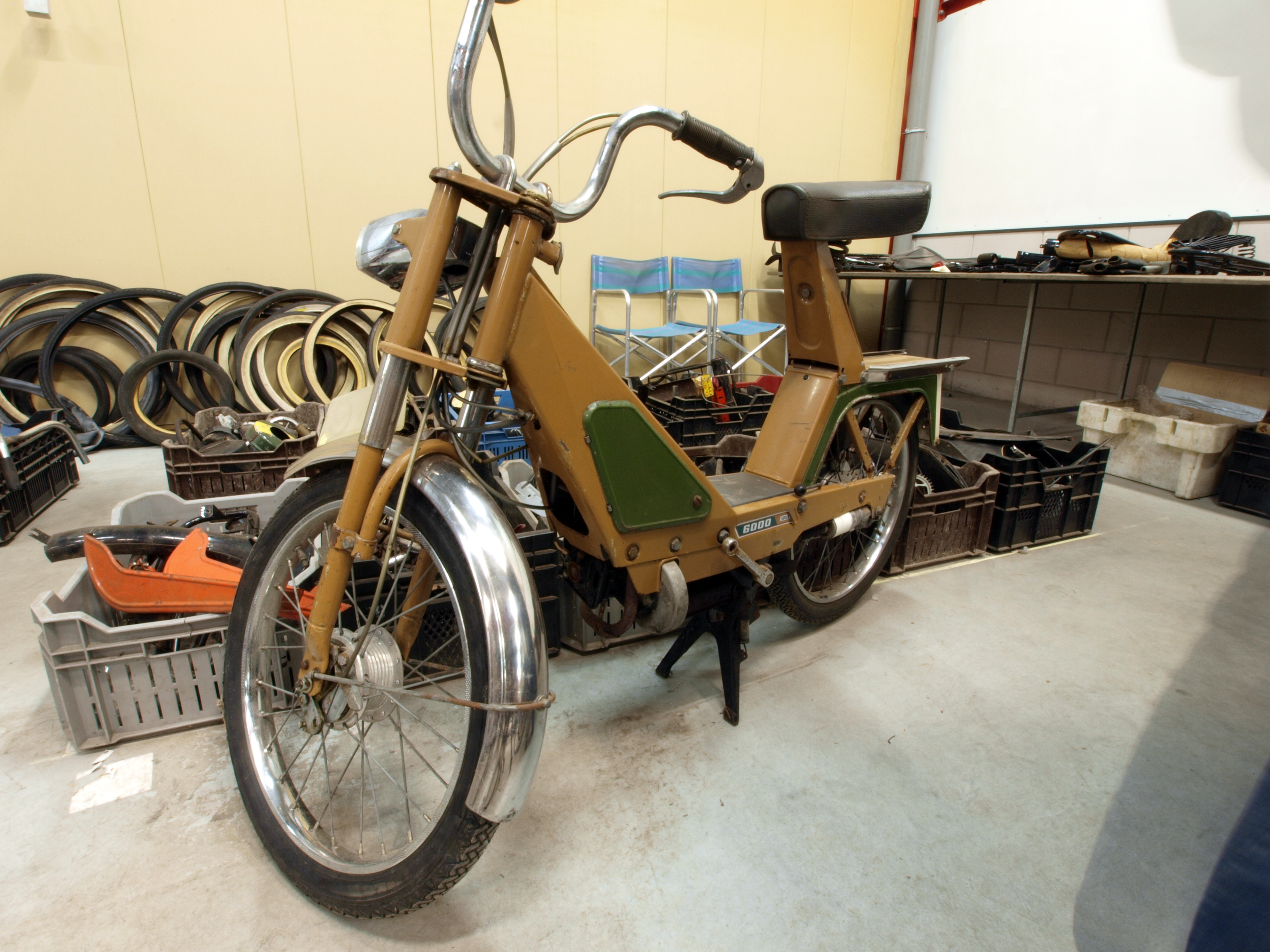
Solex 6000, moteur dans le pédalier, transmission par arbre latéral, fabrication néerlandaise.
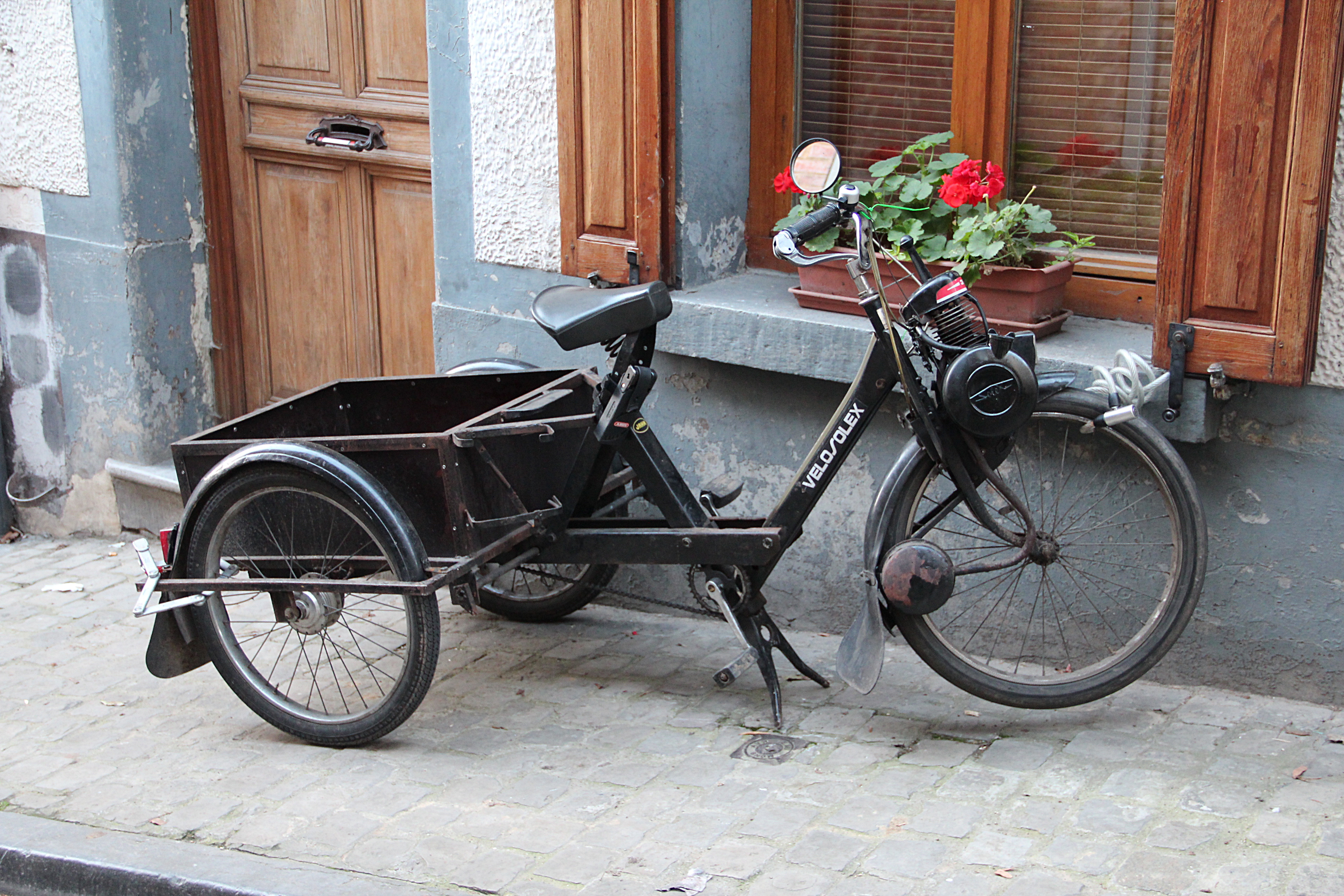
Adaptation d'un Solex Bercy hongrois en triporteur.

## Autres modèles et options
- Le Solex Flash, puis le 6000, modèle à transmission par arbre sans cardan, sort en 1969.
- Le Solex Ténor, à vraie motorisation de cyclomoteur (Franco Morini, puis Anker Laura), avec une suspension arrière et une boîte de vitesses, sort en 1973.
- L'e-Solex, modèle électrique ressemblant à l'original, mais en fait motorisé par la roue arrière, apparu à la fin 2006.
- Le Black'n Roll 4800 et le Mopelex, engin hybride électrique-essence de la société Mopex, récompensé au concours Lépine 2006, est inventé et mis au point par Denis Mazzilli. Ce dernier, créateur de la société et la marque « Le Galet », a commencé son projet de l'hybride en 1998 et a créé plusieurs prototypes : le pliant galet, le galet'x, le harlex galet son, le tri galet. Tous ses modèles ont été déposés à l'INPI.
- Le VéloSolex 4800, pièces détachées fabriquées en Chine, assemblé à Courrières (France) et distribué aux États-Unis par VéloSolex America, LLC.

Il y eut également plusieurs types de modèles adaptés pour les marchés néerlandais, italien et américain ; on pouvait apercevoir ces engins chez des collectionneurs et dans des pays relevant de l'ancien empire colonial français.

### Options
La pièce la plus coûteuse et la plus fragile du moteur est le volant magnétique — magnéto d'allumage —, qui se trouve sur la gauche du moteur (sens de la marche), ce qui lui donne une forme cylindrique : l'embrayage automatique et situé en arrière vers l'embiellage, donc un choc provoqué par une chute sur cette partie peut casser net le capot-volant fabriqué en nylon et peut rendre hors d'usage le volant magnétique en aluminium. Aussi, de nombreux propriétaires prennent le pare-chocs en tubes chromés optionnel (présent sur certaines photographies).
Il existe aussi en options un enjoliveur de montant de selle en aluminium, un repose-pied en aluminium, un tablier avant en tôle positionné de chaque côté du cadre, protégeant les jambes des projections de boue, des réservoirs additionnels, des porte-bidons de Solexine maintenus par un écrou de roue avant, et bien d'autres options trop nombreuses pour être nommées en totalité.
Le condensateur électrique présent dans le volant magnétique ainsi que les vis platinées sont des pièces d'usure, fragiles,  qui doivent être remplacées plus ou moins fréquemment selon sa qualité de fabrication et son utilisation.

## Carburant
En 1947, le fabricant préconisait comme carburant un mélange anti-calamine appelé « Solexine ». Distribué par la société française des pétroles BP, ce mélange d'essence sans plomb pré-dosé à 6 % d'huile (dont l'origine est certifiée sur tous les guides de l'utilisateur jusqu'à la reprise par Motobécane) et vendu en bidon de deux litres, en général. Aujourd'hui, il suffit d'un mélange d'essence sans plomb 98 et de 6 % d'huile minérale pour moteurs à deux temps pour que le VéloSoleX fonctionne convenablement.
Le dosage en huile s'explique par son mode de graissage et sa faible consommation spécifique : le Solex consomme moitié moins qu'un cyclomoteur classique, et comme c'est l'essence consommée qui apporte l'huile de graissage, il en faut nécessairement deux fois plus dans le mélange que pour un cyclomoteur classique pour être lubrifié normalement.
La consommation modique du VéloSoleX (environ 1,4 l/100 km) sera mise en exergue dans sa publicité avec ce slogan à la fin des années 1960 : « 1 sou le kilomètre ».

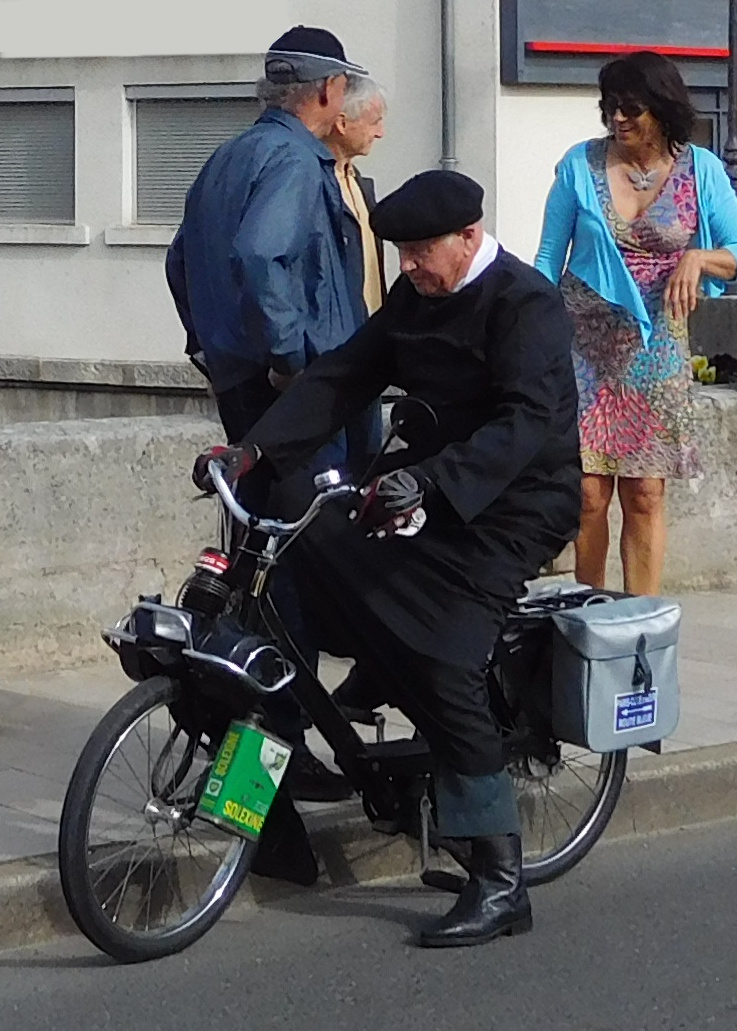
VéloSolex équipé d'un pare-chocs, d'un bidon de Solexine et de deux sacoches.
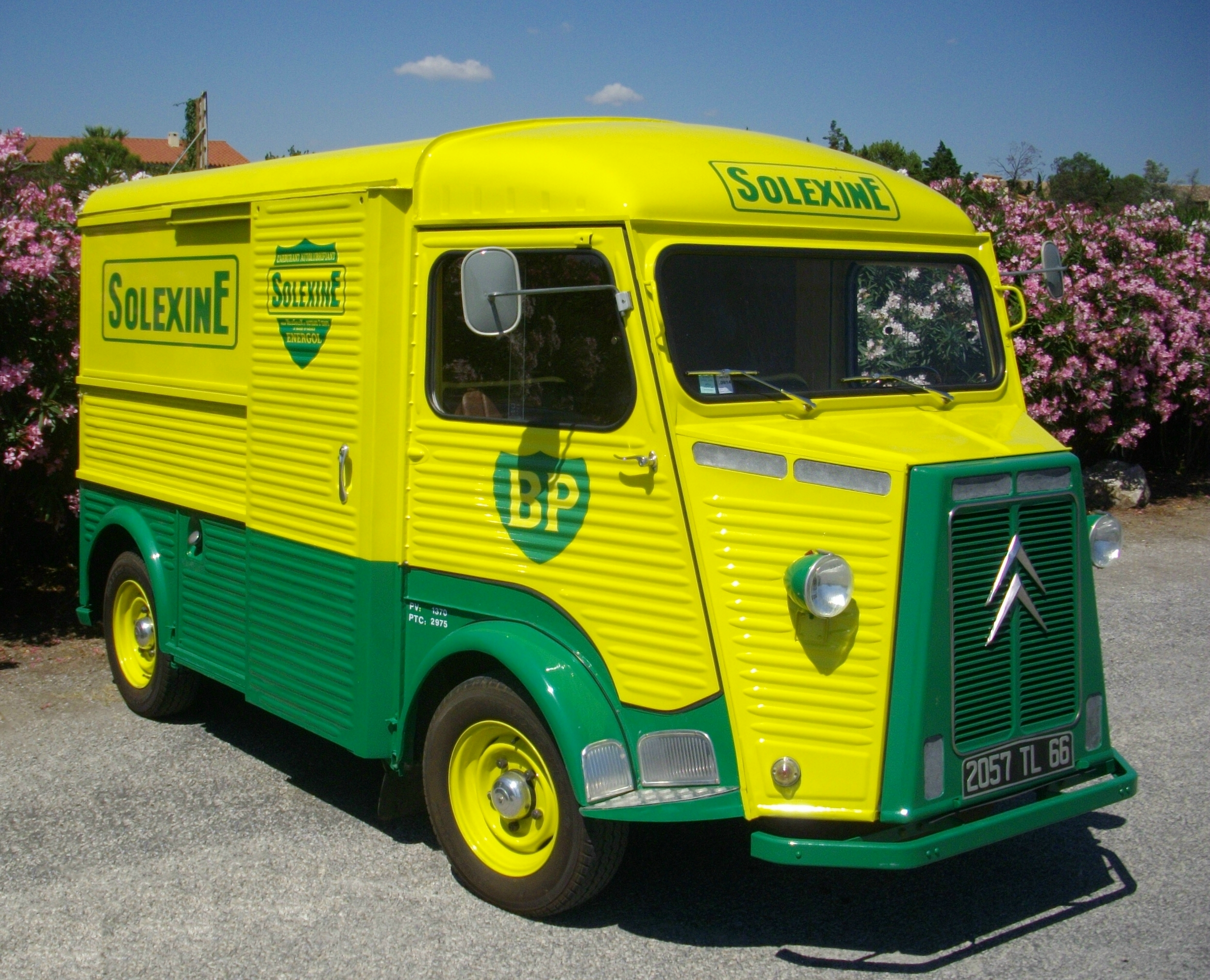
Citroën HY de 1967 aux couleurs promotionnelles de la marque Solexine.
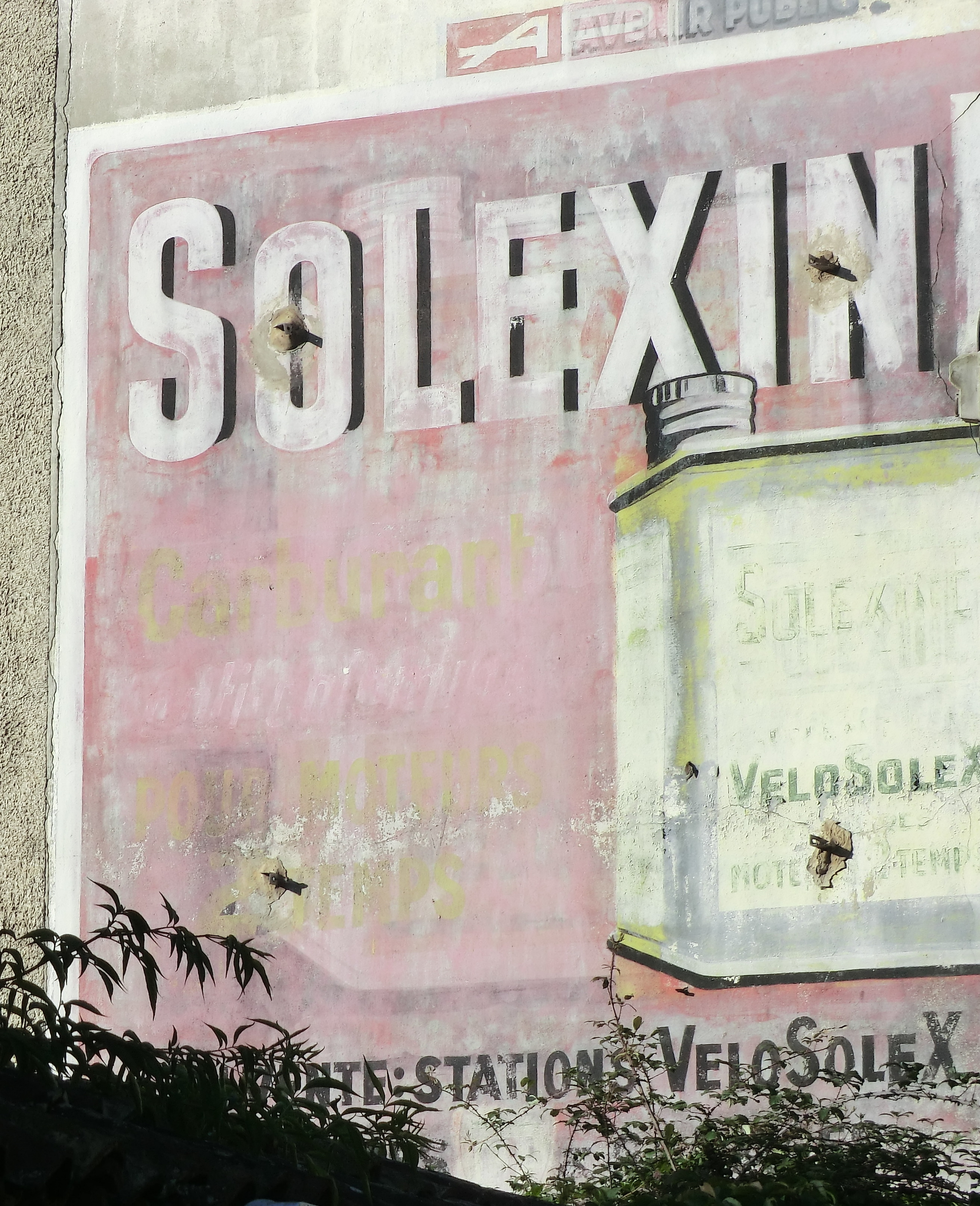
Ancienne réclame murale de la marque Solexine à Neyron (Ain).

### Distributeurs de Solexine
Il reste encore en France quelques distributeurs d'essence à pourcentage d'huile réglable où notamment les anciens VéloSolex peuvent s'alimenter ; il s'en trouve un de ce type à Levallois-Perret.

## Compétition

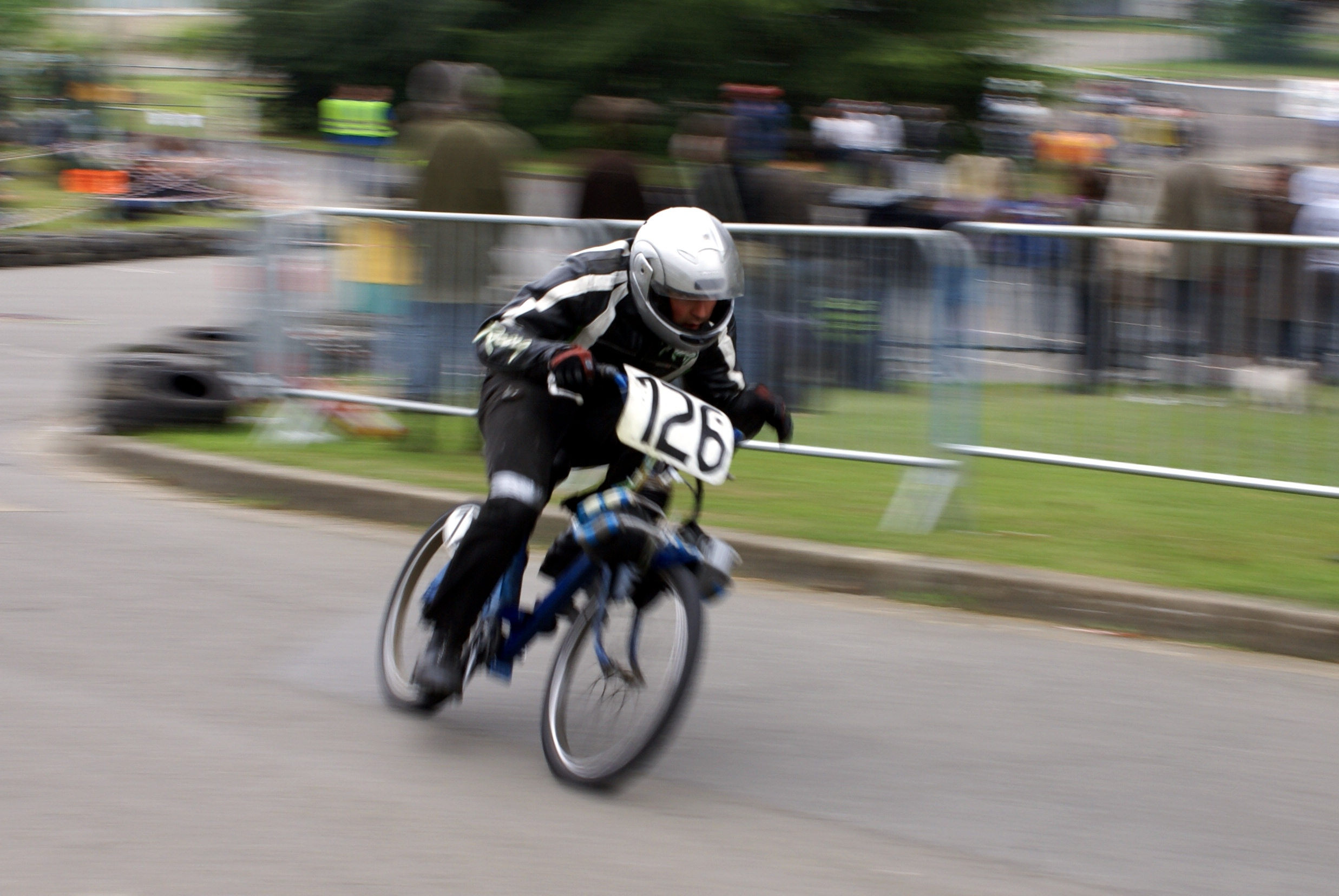
Course de Solex pendant le festival Rock'n Solex 2009 à Rennes.

Chaque année, des compétiteurs sportifs se retrouvent dans les courses de Nouziers, Chaumont, Guilers, etc.,, Les équipes et les pilotes préparent leur VéloSolex quelquefois durant des mois pour tenter de remporter un trophée.
Lors du festival de musique Rock'n Solex à Rennes, sont organisées depuis 1967 des courses de Solex par catégories : origine (40 km/h), promo, prototype, super-proto (100 km/h), etc., qui rassemblent des milliers d'amateurs et de curieux sur le campus de l'INSA Rennes où différentes épreuves s'enchaînent : endurance (six heures), vitesse, etc..

## Postérité
Si de nombreux VéloSolex ont été abandonnés par leurs anciens propriétaires dans les caves ou les déchèteries ces dernières décennies, au profit de véhicules plus modernes, il reste des aficionados isolés ou regroupés au sein de clubs partout en France et même à l'étranger. Ils restaurent et entretiennent leurs engins avec des pièces de rechange et des consommables anciens (NOS) ou fabriqués notamment en Hongrie et en Chine. En outre, on peut trouver des VéloSolex d'antan en vente sur les brocantes mais le plus fréquemment par internet.
Malgré son moteur deux-temps à mélange non séparé, sa transmission par galet, son démarrage à la poussette, son  arrêt moteur par décompression, son absence de suspension, son poids moteur affectant la direction, son frein à patins sur la roue avant, son frein à tambour sur la roue arrière plus puissant que celui de l'avant ; le VéloSolex demeure une icône intemporelle parmi les deux-roues au même titre que la Trabant 601 l'est parmi la production automobile.

## Dans la culture

### Éloge par Sternberg
Jacques Sternberg, dans son livre Vivre en survivant : démission, démerde, dérive (illustré par Gourmelin), fait un éloge marqué du VéloSoleX en l'opposant à la moto sur tous les points :
- son moteur, quand le pot n'en est pas cassé, est particulièrement silencieux, permettant d'entendre les bruits de la campagne et le chant des oiseaux ;
- sa vitesse limitée à 30-35 km/h permet de jouir tranquillement du paysage et de sentir la brise du vent sur sa peau : pas de tenue de cuir isolant du monde ;
- le fait de pouvoir « aider » le moteur en pédalant dans les côtes empêche de s'ankyloser ;
- en cas de panne, tandis que le motard est bloqué au bord de la route, le possesseur de VéloSoleX relève tranquillement son moteur et utilise son engin comme un vélo simple[N 8].

### Autre ouvrage
Primo Levi, docteur en chimie et rescapé d'Auschwitz, dans son recueil de nouvelles autobiographiques intitulé Le Système périodique, évoque le VéloSolex dans la nouvelle no 17 ; l'ouvrage est déclaré Meilleur livre scientifique au monde (Best science book ever) par la Royal Institution d'Angleterre en 2006.

### Arts graphiques
- Bande dessinée Jérôme K. Jérôme Bloche : Jérôme n'a jamais eu son permis à cause de sa myopie, comme moyen de transport, il n'a que son solex.
- Objets publicitaires : René Ravo, dessinateur, affichiste et illustrateur, en a dessiné de nombreux pour la marque[14].

### Apparitions à l'écran
- En 1952, Brigitte Bardot fait sa première apparition à l'écran sur un Solex dans Le Trou normand de Jean Boyer.
- En 1958, dans Mon oncle, le personnage de l'oncle, joué par Jacques Tati, évolue dans les faubourgs de Paris juché sur un Solex.
- En 1963, dans le très populaire feuilleton télévisé Janique Aimée, l'héroïne principale se déplace à VéloSoleX, en particulier pendant tout le générique.
- En 1967, dans le film "le fou du labo 4", Jean Lefebvre utilise un solex
- En 1968, dans Le Gendarme se marie, Cruchot (Louis de Funès) chevauche un Solex pour aller rejoindre Josépha.
- En 1969, dans Ma nuit chez Maud, Françoise (Marie-Christine Barrault), la jeune étudiante sur qui Jean-Louis (Jean-Louis Trintignant) jette son dévolu, circule à Solex dans un Clermont-Ferrand enneigé.
- En 1975, dans Les Trois Jours du Condor de Sydney Pollack, Joseph Turner (Robert Redford) utilise un 3800 depuis son bureau de New York.
- Depuis 1989, le Solex est un thème récurrent dans les spectacles des Bodin's.
- En 2005, dans Charlie et la Chocolaterie de Tim Burton.
- En 2007, dans Les Vacances de Mr Bean, le héros interprété par Rowan Atkinson tente de s'emparer d'un Solex qui l'a pris en stop.
- En mars 2007, dans le film documentaire de Christian Rouaud, Les Lip, l'imagination au pouvoir, on voit le syndicaliste Charles Piaget se rendre au travail à VéloSoleX.
- En août 2009, The Wall Street Journal à New York réalise un vidéo-clip sur le VéloSoleX[15].
- En 2019, il est présent dans le film La Belle Époque de Nicolas Bedos[16].

### Documentaire
- Le vélosolex, documentaire télévisé de la série Design, Arte.